# Monte Alto (Rieti)
Il monte Alto, 1.245 m., è una delle cime monti Sabini, nel Lazio, nella provincia di Rieti, nei territori comunali di Casperia e Rieti.